# Tour dei Litfiba
Questa pagina contiene le informazioni sui concerti del gruppo italiano Litfiba. I dati sono tratti principalmente dalle seguenti fonti, tranne dove diversamente indicato.

## 1980
- 6 dicembre, Firenze, Rokkoteca Brighton C/o Casa del Popolo di Settignano (Primo concerto; per anni si è erroneamente ritenuto fosse stato l'8 dicembre)
- 15 dicembre, Firenze, Cinema Faro

## 1981
- 12 febbraio, San Giovanni Valdarno, Casa del Popolo
- 18 marzo, Campi Bisenzio, Manila
- 21 marzo, Pontassieve, La Mecca
- 28 marzo Firenze, Centro Attività Musicali "Andrea del Sarto"
- 21 giugno, Prato, Stadio Lungobisenzio (apertura del concerto di Siouxsie & the Banshees)

## 1982
- 1º gennaio, Firenze, Casablanca, Capodanno Postmoderno (sulla locandina risulta la data 31 dicembre ma i Litfiba suonarono dopo la mezzanotte)
- 18 febbraio, Firenze, Casablanca, Mephistofesta
- 26 febbraio, Rimini, Slego
- 24 aprile, Firenze, Casablanca (finale regionale toscana del 2º Festival Rock Italiano)
- 15 maggio, Imola, Autodromo Enzo e Dino Ferrari
- 6 giugno, Bologna, Palasport (finale del 2º Festival Rock Italiano, vincono i Litfiba)
- 7 giugno, Firenze, Piazzale degli Uffizi
- 17 giugno, Campi Bisenzio, Manila
- 20 giugno, Sesto Fiorentino, Festival dell'Unità, Stadio comunale
- 26 giugno, San Giovanni Valdarno, Piazza del Comune
- 28 giugno, Milano, Parco delle Basiliche
- 8 luglio, Rionero in Volture, giardino di Palazzo Fortunato
- 9 luglio, Incisa Valdarno
- ? luglio (quattro date in provincia di Trapani)
- ? luglio
- ? luglio
- ? luglio
- 27 agosto, Follonica, Festa del PdUp, c/o Casello Idraulico
- 1º settembre, Siena, Festival de l'Unità
- 12 settembre, Tirrenia, Festival Nazionale de l'Unità
- 19 settembre, Roma, Castel Sant'Angelo
- 16 ottobre, Campi Bisenzio, Manila
- 31 ottobre, Udine, Auditorium Zanon
- 7 novembre, Gabicce Mare, Aleph

## 1983
- 20 gennaio, Roma, Piper Club
- 28 gennaio, Rimini, Slego
- 30 gennaio, Roma, Teatro Anteprima
- 4 febbraio, Poggibonsi, Giardino d'Inverno
- 11 febbraio, Cagliari
- 12 febbraio, Carbonia
- 5 marzo, Porto Santo Stefano, Stryx
- 12 marzo, Ravenna
- 17 marzo, Firenze, Teatro Variety (debutto nazionale di Eneide, spettacolo della compagnia teatrale Kripton)
- 25 marzo, Arezzo
- 22 aprile, Dicomano, Samantha
- 23 aprile, Campi Bisenzio, Manila
- 1º maggio, Terni, rassegna Cantamaggio Ternano
- 28 maggio, Potenza
- 25 giugno, Porto Santo Stefano, Stryx
- 5 luglio, Marina di Ravenna
- 9 luglio, Terni, Festa de l'Unità della scuola
- 20 luglio, Prato, Festa de l'Unità
- 24 luglio, Venezia, Alberoni
- 25 luglio, Livorno, Festa de l'Unità
- 26 luglio, Cortona, Giardini pubblici
- 30 luglio, Reggio Calabria, Parco al mare
- 4 agosto, Rimini, Slego
- 10 agosto, Mestre
- 11 agosto, Rosignano Marittimo, Piombi Rock
- 12 agosto, Piombino
- 20 agosto, Ostia, Rock Village c/o Ex Officine Meccaniche Breda
- 2 settembre, Marina di Massa
- 11 settembre, Riposto
- 16 settembre, Roma, Mattatoio di Roma c/o Foro Boario, rassegna "Macello Rock"
- 17 settembre, Napoli, Teatro Tenda Partenope
- 18 settembre, Eboli, Festa de l'Unità
- 23 settembre, Arcore, Parco Borromeo
- 2 dicembre, Ivrea, Il tempio
- 7 dicembre,  Francia, Strasburgo, Bandit
- 9 dicembre,  Francia, Parigi, 120 Nuits
- 13 dicembre,  Francia, Rennes, Salle de la cité, Festival International Trans musicales
- 14 dicembre,  Francia, Lione, West Side Club
- 16 dicembre, Fiorenzuola d'Arda, My Way
- 20 dicembre,  Francia, Nancy, Centre Culturel A. Malraux
- 22 dicembre,  Francia, Besançon, La Peniche
- 23 dicembre,  Francia, Besançon, La Peniche

## 1984 Yassassin Tour & Eventi
- 3 febbraio, Rimini, Slego
- 18 febbraio, Salerno, Cinema Modernissimo
- 20 febbraio, Napoli, Teatro Nuovo
- 22 febbraio, Firenze, Tenax
- 24 febbraio, Torino, Big Club
- 9 marzo, Poggibonsi, Giardino d'Inverno
- 17 marzo, Roma, Uonna Club
- 22 marzo, Mestre, Teatro Toniolo
- 6 aprile, Tavarnelle Val di Pesa, La Rampa
- 18 maggio, Rimini, L'Altro Mondo (Serata Let's Bowie, dove i Litfiba presentano la cover Yassassin; seguirà la pubblicazione dell'omonimo mix ed il Tour Yassassin '84 '85)
- 16 giugno, Faenza, Colonia di Castel Raniero
- 23 giugno,  Germania, Berlino, Loft-Metropol  (data in cui fu registrato il bootleg Live in Berlin)
- 25 giugno,  Jugoslavia, Capodistria, Piazza Tito
- 27 giugno,  Jugoslavia, Pola
- 28 giugno,  Jugoslavia, Lubiana
- 1º luglio, Cosenza, Cinema Italia
- 3 luglio, Cisternino, Piazza V.Emanuele
- 4 luglio, Bari, Picchio Club
- 8 luglio, Torino, Teatro Tenda
- 10 luglio,  Francia, Nizza, St.Laurent
- 12 luglio,  Francia, Parigi, Opera Night
- 15 luglio, Cinquale, Capsicum
- 16 luglio, Firenze, Motovelodromo (Indipendent Music Meeting)
- 18 luglio, Roma, ex Mattatoio
- 21 luglio, Vittoria
- 23 luglio, Augusta, Tenax
- 25 luglio, Pizzo Calabro, Ottagono
- 27 luglio, Rionero in Vulture
- 30 luglio, Umbertide, Piattaforma
- 2 agosto, Genova, Corso Italia
- 4 agosto, Gabicce Mare, Aleph
- 5 agosto, Silvi Marina, Antistadio
- 11 agosto, Reggio Calabria, Arena Lido
- 13 agosto, Pedara, Lem Club
- 16 agosto, Giulianova, Parco Pubblico
- 18 agosto, Follonica, Piazza Sivieri
- 15 settembre, Padova
- 17 settembre, Siracusa
- 19 settembre, Castelvetro di Modena, Il Pakko
- 30 settembre, Pavia
- 13 ottobre,  Francia, Besançon, Teatro Lux
- 25 ottobre,  Spagna, Barcellona, Zeleste (Tendencias, prologo della Biennale dei giovani artisti dell'Europa e del Mediterraneo)
- 26 ottobre,  Spagna, Barcellona, Studio 54 (Tendencias, prologo della Biennale dei giovani artisti dell'Europa e del Mediterraneo)
- 21 dicembre, Ravenna, Bisanzium
- 31 dicembre, Castelvetro di Modena, Il Pakko

## 1985 Yassassin Tour, Desaparecido Tour
- 24 gennaio, Senigallia, Politeama Rossini
- 25 gennaio, Rimini, Slego
- 14 febbraio, Colle di Val d'Elsa, Teatro del Popolo
- 16 febbraio, Arezzo, Teatro Tenda
- 9 marzo,  Francia, Tolosa, Palais des Sports (Nuit du Rock Mediterraneen)
- 13 marzo, Torino, Big Club (inizio del Desaparecido Tour)
- 14 marzo, S. Antonino di Susa
- 15 marzo, Roma, Black Out
- 16 marzo, Roma, Black Out
- 20 marzo, Messina, Teatro in Fiera
- 22 marzo, Siracusa, Teatro Le Macchine
- 23 marzo, Foggia, Sala "Pace & Bene"
- 25 marzo, Roma, Istituto L.Einaudi
- 28 marzo, Livorno, Topsie Pub
- 29 marzo, Grosseto, Sala Eden
- 30 marzo, Buia, Teatro Tenda
- 6 aprile,  Francia, Bourges, Festival Printemps de Bourges
- 8 aprile,  Francia, Bordeaux, Babylone
- 11 aprile,  Francia, Parigi, Les Bans
- 12 aprile,  Francia, Parigi, Centre Culturel
- 16 aprile, Sassari, Teatro Verdi
- 17 aprile, Cagliari, Palasport
- 19 aprile, San Giuliano Milanese, Viridis Club
- 20 aprile, Alessandria, Teatro Tenda
- 23 aprile, Firenze, Tenax
- 28 aprile,  Francia, Évreux, Centre Culturel
- 29 aprile,  Francia, Martigny, Coatelan
- 30 aprile,  Francia, Rennes, Salle de la Cité
- 3 maggio, Cesena, Vidia
- 10 maggio, Roma, Teatro Tenda, Piazza Mancini
- 31 maggio,  Francia, Aix-en-Provence, Teatro Tenda
- 13 giugno, Novara, Salone Borsa
- 14 giugno, Sassuolo, Piazza delle Rose
- 15 giugno, Bologna, Parco Cavaioni
- 22 giugno, Pisa, Piazza Cavalieri
- 24 giugno, Malnate, Festa de l'Unità
- 29 giugno, Lucca, S. Donato
- 2 luglio, Correggio, Festa de l'Unità
- 3 luglio, L'Aquila, Festa de l'Unità
- 9 luglio, Cremona, Festa de l'Unità
- 11 luglio, Empoli, Piazza Farinata degli Uberti
- 12 luglio, Felina, Parco Torre
- 18 luglio, Aosta, Piazza Émile Chanoux
- 19 luglio, Collegno, Parco Comunale
- 20 luglio, Sarzana, Vecchio Mercato
- 29 luglio, Carovigno, Marina di Carovigno, Brix club
- 30 luglio, Melpignano, Campo Sportivo
- 2 agosto, Pescara, Cinema Diana
- 4 agosto, Roccascalegna, Campo Sportivo
- 8 agosto, Follonica, Teatro Tenda
- 9 agosto, Santa Croce di Magliano, Piazza Centrale
- 10 agosto, Guglionesi, Giardini Comunali
- 12 agosto, Pero Breda di Piave, Campo Sportivo
- 16 agosto, Sulmona, Piazza della Torba
- 17 agosto, Siena, Festa de l'Unità, Fortezza Medicea
- 19 agosto, Belpasso
- 20 agosto, Taormina, Cabana
- 22 agosto, Soverato, Campo Sportivo
- 27 agosto, Cervia, Rio
- 30 agosto, Firenze, Parco delle cascine, Festa de l'Unità,
- 1º settembre,  Germania, Francoforte sul Meno, Festival Russel
- 6 settembre,  Svizzera, Ginevra, Sala Comunale
- 7 settembre,  Svizzera, Losanna, Dolce Vita
- 11 settembre, Montemurlo, Piazza Centrale
- 12 settembre, Reggio Emilia, Festa de l'Unità
- 13 settembre, Milano, Festa de l'Unità
- 21 settembre, Roma, Mole Adriana
- 23 settembre, Viterbo, Festa de l'Unità
- 26 settembre, Vicenza, Teatro S. Marco
- 11 ottobre, Campobasso, Teatro Centrale
- 13 ottobre, Bolzano, Teatro Fiera
- 21 novembre,  Spagna, Barcellona, Studio 54
- 22 novembre,  Spagna, Barcellona, Necronomicon
- 24 novembre,  Spagna, Barcellona, 666
- 26 novembre,  Francia, Bordeaux, Babylone
- 27 novembre,  Francia, Tolosa, Bikini
- 28 novembre,  Francia, Montpellier, Theatre Odeon
- 29 novembre,  Francia, Marsiglia, Theatre Toursky
- 30 novembre,  Francia, Marsiglia, Theatre Toursky
- 20 dicembre, Imola, Thriller
- 28 dicembre, Pratovecchio, Teatro Tenda

## 1986 Desaparecido Tour
- 5 febbraio, Foggia, Metropoli
- 6 febbraio, Pescara, Teatro Tenda
- 7 febbraio, Padova, Teatro Tenda
- 8 febbraio, Cuneo, Mirage
- 10 febbraio, Pistoia, Teatro Tenda
- 13 febbraio, Formigine, Picchio Rosso
- 15 febbraio,  Francia, Saint-Malo, Palais du Grand Large (4º Festival RockMalo)
- 16 febbraio,  Francia, Plougonven, Club Coatelan
- 25 febbraio,  Francia, Quimperlé, Salle des Fêtes
- 28 febbraio,  Francia, Lione, Theatre Rameav
- 2 marzo,  Francia, Parigi, Forum Les Halles
- 18 marzo, Reggio Emilia, Marabù
- 29 marzo, Cosenza, Teatro Italia
- 2 aprile,  Francia, Bourges, Festival Les Printemps
- 23 aprile, Firenze, Tenax, Festa per il decennale di Controradio
- 30 aprile, Precenicco, Sede Mariussi
- 15 maggio, Camaiore, Superficie 213
- 17 maggio,  Francia, Marsiglia, Theatre du Moulin
- 18 maggio,  Francia, Nîmes, Palace du Rock
- 20 maggio,  Francia, Parigi, Rex
- 22 maggio,  Belgio, Liegi, Club Vertige
- 31 maggio, Recanati, Polisportivo Recanatese
- 4 giugno, Bologna, Palasport
- 12 giugno, Milano, Odissea due (ex Odissea 2001), prima edizione Rock Targato Italia
- 19 giugno, Bergamo, Palazzetto dello Sport
- 27 giugno, Ravenna, Rocca Brancaleone, all'interno di Rocka Mediterranea
- 3 luglio, Sinalunga, Festa de l'Unità
- 4 luglio, Verona, Festival Verona Rock
- 6 luglio,  Francia, Marsiglia, Stadio
- 11 luglio, Portogruaro, Villa Comunale
- 19 luglio, Riva del Garda, Villa Comunale
- 29 luglio, Carrara, Parco Padula
- 30 luglio, Reggio Emilia, Festa de l'Unità
- 31 luglio, Castiglion del Lago, Rocca
- 1º agosto, Livorno, Festa de l'Unità
- 3 settembre, Palermo, Piazza Politeama, manifestazione La musica contro il silenzio
- 13 settembre,  Belgio, La Louvière, EuroRock Festival
- 30 settembre, Bologna, Q.BO'
- 15 novembre,  Australia, Melbourne, Lygon Street, Melbourne Italian Festa
- 16 novembre,  Australia, Melbourne, Lygon Street, Melbourne Italian Festa
- 19 novembre,  Australia, Melbourne, Grainstore Tavern
- 22 novembre,  Australia, Melbourne, Riverside In
- 25 novembre,  Australia, Melbourne, Hot House
- 26 novembre,  Australia, Melbourne, Prince of Wales
- 5 dicembre,  Francia, Marsiglia, Salle Gyptis
- 6 dicembre,  Francia, Marsiglia, Salle Gyptis
- 9 dicembre,  Francia, Poitiers, Confort Moderne
- 10 dicembre,  Francia, Bordeaux, Babylone
- 13 dicembre,  Francia, Brest, Les Hesperides
- 22 dicembre, Monfalcone, Valentinis Club

## 1987 17 Re Tour
- 10 gennaio, Firenze, Palasport (Serata organizzata da Videomusic)
- 16 gennaio,  Svizzera Losanna, Salle de Fètes du Casino
- 30 gennaio,  Francia, Nizza, Espace Magnan
- 31 gennaio,  Francia, Cannes, Centre M.J.C.
- 17 febbraio, Genova, Teatro Verdi
- 25 febbraio, Taormina, Cinema Centrale
- 26 febbraio, Acireale, Palazzo Congressi
- 28 febbraio, Senigallia, Palasport
- 1º marzo, Bergamo, Motion Unlimited
- 5 marzo, Torino, Teatro Ambra
- 7 marzo, Perugia, Palazzetto dello Sport
- 11 marzo, Milano, Prego
- 12 marzo, Milano, Prego
- 15 marzo, Conegliano Veneto, Palasport
- 18 marzo, Bologna, Q'Bo
- 19 marzo, Fiorenzuola d'Arda, My Way
- 22 marzo, Roma, Tendastrisce
- 26 marzo, Messina, PalaSport
- 28 marzo, Taranto, Tursport
- 4 aprile, Napoli, Tenda Partenope
- 11 aprile, Arezzo, Alice Club
- 16 aprile, Alessandria, Teatro Comunale (Rock Festival)
- 23 aprile, Scandiano, Corallo
- 25 aprile,  Francia, Grasse, Teatro Tenda
- 8 maggio, San Benedetto del Tronto, Atlantide
- 9 maggio, Potenza, Teatro C.Torre
- 12 maggio, Firenze, Tenax (concerto registrato da Videomusic, finito in parte nell'Album dal Vivo -Vinile/CD- "12/5/87 Aprite i Vostri Occhi" uscito per la I.R.A. Records)
- 10 giugno,  Belgio, Liegi, La Chapelle
- 13 giugno,  Francia, Parigi, Centre des Expositions
- 26 giugno, Borgo San Lorenzo, Parco Villa Pecori
- 27 giugno, Riva del Garda, Tendone Palacongressi (annullato)
- 29 giugno, Pescara, Teatro monumento Gabriele D'Annunzio
- 11 luglio, Bressanone, Area Ex-Gic
- 15 luglio, Castelfiorentino, Festa de l'Unità
- 16 luglio, Vernio, Stadio Comunale
- 17 luglio, Montecavolo, Festa de l'Unità
- 21 luglio, Reggio Calabria, Fiera
- 22 luglio, Matera, Piazza San Francesco D'Assisi
- 30 luglio, Pesaro, Festa de l'Unità
- 31 luglio, San Marino, Cava di Balestrieri, Festa della Scintilla
- 2 agosto, Melpignano, Stadio Comunale, Econcertologia
- 4 agosto, Giardini Naxos, Lady Godiva
- 5 agosto, Belpasso, Arena Giardini Caudino
- 8 agosto, Siracusa, Ara di Ierone
- 9 agosto, Agrigento, Piazza S. Leone Mare
- 12 agosto, San Venanzio di Galliera, Festa de l'Unità
- 13 agosto, Portomaggiore, Festa de l'Unità
- 14 agosto, Suzzara, Festa de l'Unità
- 15 agosto, Roccascalegna, Festival Rock
- 16 agosto, Bibbiano, Festa de l'Unità
- 27 agosto, San Giorgio del Sannio, Festa de l'Unità
- 29 agosto, Milazzo, Campo Sportivo
- 31 agosto, Città di Castello, Rockin' Umbria (I.R.A. Night)
- 1º settembre, Como, Festa de l'Unità
- 4 settembre, Ferrara, Festa de l'Unità
- 5 settembre, Milano, S.I.M.
- 6 settembre, Guagnano, campo sportivo oratorio Casa della Bontà (Festa Anti-nucleare)
- 9 settembre, Torino, Palasport
- 13 settembre, Cuneo, Parco della Gioventù, Movimenti '87
- 17 settembre, Eboli, Campo Sportivo
- 19 settembre, Casorate Primo, Casorate Rock (Rock targato Italia)
- 29 settembre, Modena, Palasport
- 6 novembre,  Francia, Villeurbanne, C.C.O.
- 7 novembre,  Francia, Grenoble, C.C.Exalene
- 8 novembre,  Francia, Digione, Salle des Fètes
- 9 novembre,  Francia, Strasburgo, Salle des Fètes
- 10 novembre,   Francia, Besancon
- 11 novembre,  Francia, Nancy, Caveau des Dominicans
- 12 novembre,  Francia, Nancy, Caveau des Dominicans
- 13 novembre,  Francia, Parigi, Mars International
- 14 novembre,  Francia, Lilla, Salle J.Renau
- 18 novembre,  Francia, Morlaix, Coatelan
- 19 novembre,  Francia, Orléans, Zig Zag
- 20 novembre,  Francia, Le Mans, Le Royal
- 21 novembre,  Francia, Rennes, Salle Ubu
- 25 novembre,  Francia, Parigi, Rex
- 26 novembre,  Francia, Bordeaux, Chat Bleu
- 1º dicembre,  Francia, Montpellier, Mas de Grine
- 3 dicembre,  Francia, Marsiglia, Espace Julien
- 4 dicembre,  Francia, Tolone, Salle Crep des Lices
- 5 dicembre,  Francia, Cannes, Palazzo dei congressi, M.J.G. (Midem, salone internazionale della musica)
- 18 dicembre, Milano, Palalido

## 1988 3 Tour & Eventi
- 5 marzo, Sanremo, Sanremo Rock
- 29 aprile, Roma, Teatro Olimpico, Il silenzio non esiste
- 14 maggio,  Francia, Rennes, INSA, Festival Rock 'n Solex
- 21 maggio, Piombino, Palazzetto dello Sport
- 28 maggio, Conegliano Veneto, Palazzetto dello sport
- 4 giugno, Lodi, ex Linificio
- 10 giugno,  Francia, Versailles, Chateau de Grignon
- 15 giugno,  Francia, Morlaix,
- 18 giugno,  Francia, Parigi, Festival SOS Racisme
- 26 giugno,  Francia, Arles, Arena Romana
- 1º luglio, Taranto, Campo Sportivo/ Tursport, La musica oltre...
- 3 luglio, Cagliari, Festa della Birra
- 6 luglio, Mestre, Campo Sportivo
- 7 luglio, Terracina, Campo Sportivo
- 9 luglio, Pescara, Le Naiadi
- 10 luglio, Bari, Piazza Garibaldi
- 15 luglio, Lignano Sabbiadoro, Stadio
- 16 luglio, Verona, Vallo Città di Nîmes, Verona Rock '88
- 20 luglio, Bergamo, Spazio Estate
- 23 luglio, Melpignano, Campo Sportivo
- 11 settembre,  Francia, La Courneuve, Parc de la Courneuve, Fète de l'Humanité
- 15 settembre, Campi Bisenzio, Festa Nazionale de l'Unità
- 16 settembre, Noventa Vicentina, Piazza XX Settembre
- 18 settembre, Caserta, Palasport
- 22 settembre, Torino, Palasport
- 19 ottobre,  Francia, Nancy, Teatro Tenda, Viva Italia!
- 26 ottobre,  Francia, Parigi, La Cigale, Viva Italia!
- 13 novembre, Milano, Castello Sforzesco, Rock Targato Italia
- 1º dicembre,  Francia, Rennes, Festival Trans Musicales
- 7 dicembre, Lecce, Nuovo Palazzetto dello Sport
- 9 dicembre, Roma, Tendastrisce
- 16 dicembre, Correggio, Palasport
- 18 dicembre, Carbonia, Piazza Centrale
- 19 dicembre, Pordenone, Palasport
- 20 dicembre, Genova, Teatro Verdi
- 23 dicembre, Cesena, Palasport

## 1989 3 Tour & Pirata Tour
- 6 gennaio, Sassari, Palasport
- 20 gennaio, Reggio Emilia, Palasport
- 27 gennaio, Acqui Terme, Palladium
- 29 gennaio, Milano, Rolling Stone
- 2 febbraio, Livorno, Palasport
- 8 febbraio,  Francia, Grenoble, Alpexpo
- 9 febbraio,  Francia, Nizza, Grand Escurial
- 11 febbraio,  Francia, Avignone, La Guinguette
- 15 febbraio,  Francia, Marsiglia, Théatre du Moulin
- 17 febbraio,  Francia, Montpellier, Odeon
- 18 febbraio,  Francia, Tolosa, Bikini
- 22 febbraio,  Francia, Bordeaux, Le Chat Bleu
- 23 febbraio,  Francia, Nantes, Majestic
- 24 febbraio,  Francia, Brest, Espace Vauban
- 25 febbraio,  Francia, Quimperlé, Salle des Fetes
- 27 febbraio,  Francia, Morlaix, Coatelan
- 28 febbraio,  Francia, Tours, Le Beteau Ivre
- 1º marzo,  Francia, Rennes, La Cité
- 2 marzo,  Francia, Caen, Salle Brassen
- 3 marzo,  Francia, Évreux, L'abordage
- 4 marzo,  Francia, Lilla, Splendid
- 10 marzo,  Francia, Metz, Salle des Fetes
- 11 marzo,  Francia, Strasburgo, Fosse des 13
- 12 marzo,  Francia, Martigny, Caves du Manau
- 14 marzo,  Francia, Besançon, Montjove
- 16 marzo,  Francia, Annecy, Les Masquisats
- 17 marzo,  Francia, Lione, Le Truck
- 18 marzo,  Svizzera, Losanna, La Dolce Vita
- 19 marzo,  Francia, Digione, Salle des Fetes
- 23 marzo,  Unione Sovietica, Mosca, Palasport
- 26 marzo,  Unione Sovietica, Leningrado, Teatro
- 8 aprile,  Belgio, Liegi, Foyer Culturel de Chenée
- 21 aprile, Bari, Diabolica
- 22 aprile, Lamezia Terme, Palasport
- 23 aprile, Catania, Teatro Metropolitan
- 24 aprile, Palermo, Teatro Dante
- 25 aprile, Palermo, Teatro Dante
- 29 aprile, Venturina Terme, Fiera
- 4 maggio, Genova, Piazza Verdi
- 5 maggio, Oderzo, Palasport
- 7 maggio, Bergamo, Motion Unlimited
- 27 maggio,  Francia, Tarbes, Palasport
- 2 giugno, Spilamberto, Festa de l'Unità
- 5 giugno, Roma, Tenda Pianeta
- 13 giugno, Firenze, Piazza SS. Annunziata, (Concerto per Tien An Men)
- 21 giugno, Firenze, Festa de l'Unità
- 23 giugno, Cremona, Teatro Fiera
- 25 giugno,  Francia, Belfort, Ballon D'Alsace
- 2 luglio,  Danimarca, Roskilde, Roskilde Festival
- 5 luglio, Milano, Castello Sforzesco
- 12 luglio, Sant'Ilario d'Enza, Festa de l'Unità
- 13 luglio, Vigasio, Festa de l'Unità
- 14 luglio, Sarzana, Festa de l'Unità
- 19 luglio, Lignano Sabbiadoro, Arena Alpe Adria
- 20 luglio, Trento, Teatro di Pergine V.
- 21 luglio, Torrita di Siena, Festa de l'Unità
- 25 luglio, Altamura, Campo Sportivo
- 26 luglio, Barletta, Festa de l'Unità
- 29 luglio,  Svizzera, Nyon, Paléo Festival
- 2 agosto, Civitella del Tronto, Fortezza Borbonica
- 3 agosto, Sogliano al Rubicone, Campo Sportivo
- 6 agosto, Alghero, Stadio Mariotti
- 10 agosto, Baia Domizia, Teatro Tenda
- 11 agosto, Ogliastro Marina, Blue Moon
- 12 agosto, Amaseno, Collina Auricola
- 13 agosto, Conversano, Grand Hotel d'Aragona
- 19 agosto, Lanciano, Ippodromo
- 1º settembre, Arezzo, Fortezza Medicea
- 2 settembre, Roma, Festa de l'Unità (registrazione del concerto per il disco live Pirata, album con cui i Litfiba vinceranno il primo disco d'oro)
- 5 settembre, Torino, Palasport
- 8 settembre, Pisa, Festa de l'Unità
- 9 settembre, Pistoia, Festa de l'Unità
- 11 settembre, Padova, Festa de l'Unità
- 14 settembre, Bologna, Festa de l'Unità
- 15 settembre, Ferrara, Festa de l'Unità
- 16 settembre, Tai di Cadore, Teatro Tenda
- 24 settembre, Cagliari, Festa F.G.C.I.
- 30 settembre, Frattamaggiore, Campo Sportivo
- 7 ottobre,  Canada, Montréal, Spectrum Theatre
- 3 novembre,  Svizzera, Neuchâtel, New York
- 30 novembre, Bologna, Teatro Tenda

## 1990 Pirata Tour & Eventi
- 15 gennaio, Milano, Rolling Stone
- 19 gennaio, Napoli, Tenda Partenope
- 20 gennaio, Cassino, Teatro Tenda
- 20 gennaio, Napoli, Tenda Partenope
- 22 gennaio, Milano, Rolling Stone
- 25 gennaio, Cortemaggiore, Teatro Astra
- 26 gennaio, Roma, Tendastrisce
- 28 gennaio, Bergamo, Motion Unlimited
- 30 gennaio, Torino, Palasport
- 1º febbraio, Scandicci, Palazzetto dello Sport
- 2 febbraio, Terni, Politeama
- 3 febbraio, Roma, Tendastrisce
- 16 febbraio, Ivrea, Extra Large
- 17 febbraio, Rimini, Modern Casino
- 19 febbraio, Firenze, Tenax
- 20 febbraio, Modena, Albert Hole
- 21 febbraio, Lucca, Palasport
- 22 febbraio, Chiavari, Palasport
- 23 febbraio, Follonica, Palasport
- 25 febbraio, Udine, Palasport
- 26 febbraio, Castelfranco Veneto, Palasport
- 28 febbraio, Brescia, Teatro C.T.M.
- 6 marzo, Arezzo, Palasport
- 25 marzo, Santeramo in Colle, Palasport (concerto ripreso per la pubblicazione della VHS ufficiale "Pirata Tour '90")
- 27 aprile,  Francia, Fécamp, Teatro Saborge
- 29 aprile,  Svizzera, Zurigo, Festa de l'Unità
- 1º maggio, Roma, Piazza S. Giovanni (partecipazione al Concertone del Primo Maggio)
- 27 maggio, Agrigento, Teatro Tenda
- 3 settembre, Pisa, Festa de l'Unità
- 4 settembre, Modena, Arena spettacoli, Festa Nazionale de l'Unità

## 1991 El Diablo Tour & Eventi
- 11 gennaio, Cuneo, Palatenda
- 12 gennaio, Milano, Palatrussardi (concerto mandato in onda su Videomusic)
- 14 gennaio, Parma, Palasport
- 15 gennaio, Perugia, Quasar
- 16 gennaio, Livorno, Palallende
- 18 gennaio, Roma, Tendastrisce
- 19 gennaio, Roma, Tendastrisce
- 20 gennaio, Napoli, Palapartenope
- 21 gennaio, Bari, Palasport
- 22 gennaio, Chieti, Palasport
- 23 gennaio, Cesena, Palasport "CarisSport" (concerto ripreso, in parte, per la pubblicazione della VHS ufficiale di "El Diablo Tour 1991" - Warner Music Vision)
- 25 gennaio, Brescia, Palasport (concerto ripreso, in parte, per la pubblicazione della VHS ufficiale di "El Diablo Tour 1991" - Warner Music Vision)
- 26 gennaio, Treviso, Palasport
- 28 gennaio, Trieste, Palasport
- 29 gennaio, Verona, Palasport
- 30 gennaio, Torino, Palasport
- 31 gennaio, Savona, Palasport
- 1º febbraio, Firenze, Palasport
- 22 febbraio, Bolzano, Palasport
- 23 febbraio, Schio, Palasport
- 24 febbraio, Longarone, Palasport
- 26 febbraio, Chieti, Palasport
- 28 febbraio, Lamezia Terme, Palasport
- 2 marzo, Bari, Teatro Tenda
- 3 marzo, Macerata, Palasport
- 4 marzo, Bologna, Palasport
- 7 marzo, Sassari, Palasport
- 9 marzo, Rieti, Palasport
- 11 marzo, Bergamo, Palasport
- 12 marzo, Pavia, Palasport
- 1º maggio, Roma, Piazza S. Giovanni (partecipazione al concertone del primo maggio)
- 21 maggio,  Svizzera, Lugano, Centro Esposizioni
- 22 maggio,  Svizzera, Zurigo, Volkhaus
- 23 maggio,  Svizzera, Friburgo, Fri - Son
- 24 maggio,  Svizzera, Ginevra, Palladium
- 26 maggio,  Svizzera, Neuchâtel, Cort'Agorà
- 29 maggio,  Belgio, Bruxelles, Halles de Schaerbeek
- 30 maggio,  Belgio, Liegi, Foyer Culturel de Chenne
- 7 giugno,  Francia, Parigi, Elysée Montmartre
- 8 giugno,  Francia, Caen, Festival Eurock
- 10 giugno,  Francia, Bordeaux, Théatre Barbey
- 11 giugno,  Francia, Tolosa, Bikini
- 12 giugno,  Francia, Marsiglia, Espace Julien
- 13 giugno,  Francia, Montpellier, Rockstore
- 20 giugno, Firenze Piazza del Carmine, (Aid for AIDS)
- 3 luglio, Mantova, Piazza Sordello
- 4 luglio, Milano, Arena Civica
- 5 luglio, Padova, Stadio Appiani
- 6 luglio, La Spezia, Stadio
- 7 luglio, Villanova d'Asti, Piazza del Mercato
- 9 luglio, Savona, Stadio Comunale
- 10 luglio, Verbania, Stadio Carlo Pedroli
- 13 luglio,  Svizzera, Montreux, Montreux Festival
- 14 luglio, Correggio, Festa de l'Unità
- 15 luglio, Lucca, Palasport
- 16 luglio, Fontana Liri, Stadio Comunale
- 19 luglio, Scicli, Campo Sportivo
- 20 luglio, Milazzo, Campo Sportivo
- 21 luglio, Lamezia Terme, Stadio Comunale
- 9 agosto, Albenga, Stadio Riva
- 10 agosto, Jesolo, Acqualandia
- 11 agosto, Majano, Campo Sportivo
- 12 agosto, Lido degli Scacchi, PalaJ&J
- 13 agosto, Rimini, Stadio
- 16 agosto, Ostuni, Campo Sportivo
- 17 agosto Poggiardo, Campo Sportivo
- 19 agosto, Rionero in Vulture, Campo Sportivo
- 21 agosto, Siena, Fortezza Medicea
- 22 agosto, Terracina, Campo Sportivo
- 24 agosto, Cagliari, Fiera
- 25 agosto, Alghero, Stadio Mariotti
- 26 agosto, Olbia, Stadio
- 28 agosto, Montalbano Jonico, Stadio
- 29 agosto, Bisignano, Campo Sportivo
- 30 agosto, Campobasso, Stadio Nuovo Romagnoli
- 31 agosto, Ladispoli, Campo sportivo di Ladispoli
- 1º settembre, Pescara, Le Naiadi
- 3 settembre, Modena, Festa de l'Unità
- 4 settembre, Villafranca di Verona, Castello
- 5 settembre, Firenze, Festa de l'Unità
- 6 settembre, Acqui Terme, ex Caserma C. Battisti
- 7 settembre, Genova, Palasport
- 9 settembre, Pordenone, Palasport
- 10 settembre, Trento, Stadio
- 11 settembre, Voghera, ex Caserma
- 12 settembre, Torino, Palasport
- 15 settembre, Bologna, Festa de l'Unità
- 16 settembre, Napoli, Tenda Partenope
- 17 settembre, Foggia, Campo da Baseball
- 19 settembre, Fabriano, Stadio
- 20 settembre, Gallarate, Stadio Maino
- 30 settembre,   Jugoslavia, Sarajevo, Carovana Europea di Pace (Ospiti dei Nomadi in concerto)

## 1992 Sogno Ribelle Tour
- 20 giugno,  Belgio, Spa, Festival
- 21 giugno,  Belgio, Dour, Festival
- 27 giugno,  Messico, Città del Messico, Rolo Festival
- 28 giugno,  Messico, Hermosillo, Estadio Héroe de Nacozari
- 11 luglio,  Svizzera, Leysin, Festival
- 14 agosto,  Francia, Annecy, Festival
- 22 agosto,  Germania, Colonia, E-werk, Popkomm Festival

## 1993 Terremoto Tour & Eventi
- 13 febbraio,  Francia, Cannes
- 15 febbraio, Trieste, Palasport
- 16 febbraio, Verona, Palasport
- 18 febbraio, Modena, Palasport
- 20 febbraio, Milano, Mediolanum Forum
- 21 febbraio, Milano, Mediolanum Forum
- 22 febbraio, Torino, PalaRuffini
- 23 febbraio, Torino, PalaRuffini
- 25 febbraio, Firenze, Palasport
- 26 febbraio, Roma, Palaeur
- 27 febbraio, Chieti, Palatricalle
- 28 febbraio, Bari, Teatro tenda, Antistadio delle vittorie
- 2 marzo, Napoli, Palapartenope
- 4 marzo, Priolo Gargallo, Palaenichem
- 6 marzo, Marsala, Palasport
- 9 marzo, Treviso, Palaverde
- 10 marzo, Forlì, Palafiera
- 11 marzo, Parma, PalaRaschi
- 12 marzo, Genova, Palasport di Genova
- 13 marzo, Brescia, Centro sportivo San Filippo
- 15 marzo, Perugia, PalaEvangelisti
- 16 marzo, Firenze, Palasport
- 1º aprile,  Francia, Tolosa, Salle F.M.C.
- 2 aprile,  Francia, Montpellier, Grand Odeon
- 3 aprile,  Francia, Pau, El Palacio
- 5 aprile,  Francia, Talence, Espace Médoquine
- 6 aprile,  Francia, Rennes, L'Espace
- 9 aprile,  Francia, Parigi, Bataclan
- 10 aprile,  Francia, Nancy, Terminal Export
- 11 aprile,  Belgio, Gand, Festival
- 13 aprile,  Francia, Rouen, Exo 7
- 15 aprile,  Francia, Lione, Le Glob
- 16 aprile,  Francia, Digione, Le Forum
- 17 aprile,  Francia, Marsiglia, Théatre du Moulin
- 19 aprile,  Francia, Nizza, Théatre de Verdure
- 22 aprile,  Belgio, Bruxelles, Halles de Schaerbeek
- 23 aprile,  Lussemburgo, Lussemburgo
- 25 aprile,  Belgio, Liegi
- 27 aprile,  Svizzera, Losanna
- 28 aprile,  Svizzera, Zurigo
- 29 aprile,  Svizzera, Lugano
- 1º maggio, Roma, Piazza S. Giovanni (partecipazione al Concertone del Primo Maggio)
- 26 giugno,  Belgio, Limburgo, Centre Culturel de Dolhain, Limbourg Rock Festival
- 27 giugno,  Belgio, Dour, Festival
- 30 giugno,  Svizzera, Ginevra, Festival Jernier sur Rock
- 3 luglio,  Danimarca, Roskilde, Roskilde Festival
- 22 luglio, Monza, Stadio Brianteo
- 24 luglio, Brescia, Stadio Aldo Invernici
- 26 luglio, Varese, Stadio Franco Ossola
- 28 luglio, Roma, Curva Sud Stadio Olimpico
- 30 luglio, Bassano del Grappa, Stadio Rino Mercante
- 31 luglio, Sarzana, Festa del PDS
- 2 agosto, Lido degli Scacchi, PalaJ&J
- 3 agosto, Majano, Campo Sportivo
- 5 agosto, Pescara, Stadio Adriatico
- 6 agosto, Vasto, Stadio Aragona
- 7 agosto, Ostuni, Campo Sportivo
- 10 agosto, Cariati, Stadio Comunale
- 11 agosto, Tortora,  Campo sportivo comunale Umberto Nappi
- 13 agosto, Rimini, Stadio Romeo Neri
- 16 agosto, Follonica, Campo Sportivo
- 17 agosto, Ladispoli, Campo Sportivo Marescotti
- 19 agosto, Olbia, Stadio Bruno Nespoli
- 21 agosto, Villacidro, Campo Sportivo
- 24 agosto, Caltanissetta, Stadio Palmintelli
- 25 agosto, Marsala, Stadio Antonino Lombardo Angotta
- 2 settembre, Bergamo, Lazzaretto
- 4 settembre, Castagnole, Piazza Centrale
- 5 settembre, Bologna, Arena Parco Nord - Festa de l'Unità (registrazione del live Colpo di coda)
- 6 settembre, Firenze, Palasport
- 9 settembre, Torino, Curva nord Stadio Olimpico
- 10 settembre, Trento, Stadio Briamasco
- 12 settembre, Reggio Emilia, Aeroporto di Reggio Emilia, Festa de l'Unità

## 1994 Spirito Tour & Eventi
- 15 gennaio, Firenze, Palasport (set acustico)
- 20 marzo, Roma, P.zza S. Giovanni, Con la musica per vincere
- 25 marzo, Firenze, Palasport (set acustico)
- 18 aprile, Milano, Gimmi's club (set acustico)
- 18 ottobre,  Paesi Bassi, Amsterdam, Melkweg
- 19 ottobre,  Paesi Bassi, L'Aia, Paard
- 21 ottobre,  Belgio, Charleroi, Palais des Exposition
- 23 ottobre,  Germania, Francoforte sul Meno, Nachtleben
- 24 ottobre,  Germania, Colonia, Luxor
- 26 ottobre,  Germania, Monaco di Baviera, Tilt
- 27 ottobre,  Germania, Berlino, Huxley's
- 28 ottobre,  Germania, Amburgo, Markthalle
- 30 ottobre,  Svizzera, Yverdon, Théatre Besson

## 1995 Spirito Tour
Trance italiana:
- 25 febbraio, Arezzo, Palasport Le Caselle
- 27 febbraio, Parma, PalaRaschi
- 28 febbraio, Bergamo, Palasport
- 1º marzo, Genova, Palafiera
- 4 marzo, Acireale, PalaTupparello
- 5 marzo, Marsala, Palasport
- 7 marzo, Roma, Palaeur
- 9 marzo, Milano, Mediolanum Forum
- 10 marzo, Milano, Mediolanum Forum
- 11 marzo, Firenze, Palasport
- 13 marzo, Trieste, Palasport Chiarbola
- 14 marzo, Forlì, PalaGalassi
- 16 marzo, Roseto degli Abruzzi, Palasport comunale
- 20 marzo, Napoli, Palapartenope
- 21 marzo, Bari, PalaFlorio
- 23 marzo, Modena, Palasport comunale
- 24 marzo, Pavia, PalaRavizza
- 25 marzo,  Svizzera, Ginevra, Stade du Bout-du-Monde
- 27 marzo, Torino, Palastampa
- 28 marzo, Treviso, Palaverde
- 30 marzo, Perugia, PalaEvangelisti
- 31 marzo, Ancona, PalaRossini
- 1º aprile, Pesaro, BPA Palas
- 3 aprile, Desio, PalaBancoDesio
- 4 aprile, Firenze, Palasport
- 5 aprile, Verona, PalaOlimpia
- 7 aprile, Pordenone, Palasport Forum
- 8 aprile,  Svizzera, Lugano, Centro Esposizioni
- 10 aprile, Montichiari, PalaGeorge
- 11 aprile, Livorno, Palallende

Trance europea:
- 4 maggio,  Francia, Pau, Parc des Exposition
- 5 maggio,  Francia, Agen, La Florida
- 6 maggio,  Francia, Marsiglia, Théatre du Moulin
- 9 maggio,  Francia, Parigi, La Cigale
- 10 maggio,  Francia, Lione, Transclub
- 12 maggio,  Francia, Brest, Le Family
- 13 maggio,  Francia, Rennes, L'Espace
- 15 maggio,  Francia, Strasburgo, La Laiterie
- 17 maggio,  Belgio, Ans, Centre Culturel d'Alleur
- 18 maggio,  Lussemburgo, Sandweiler, Centre Culturel de Sandweiler
- 20 maggio,  Paesi Bassi, Rotterdam, Müllerpier - Maas Pop '95 Festival
- 21 maggio,  Belgio, Bruxelles, Club La Luna
- 22 maggio,  Germania, Colonia, Live Music Hall
- 23 maggio,  Germania, Amburgo, Markthalle
- 25 maggio,  Germania, Berlino, Loft Metropol
- 26 maggio,  Germania, Erlangen, E Werk
- 28 maggio,  Germania, Magonza, Kulturzentrum KUZ Mainz
- 29 maggio,  Germania, Stoccarda, Die Röhre
- 31 maggio,  Germania, Monaco di Baviera, Strom
- 1º giugno,  Svizzera, Zurigo, Volkhaus
- 3 giugno,  Svizzera, Losanna, Salle de Grand-Vennes
- 4 giugno,  Svizzera, Berna, Bierhuibeli
- 6 giugno,  Germania, Friedrichshafen, Bahnhof Fischbach
- 8 giugno,  Austria, Innsbruck, Utopia
- 9 giugno,  Austria, Salisburgo, Rockhouse

Trance estiva:
- 4 agosto, Jesolo, Acqualandia
- 5 agosto, Rimini, Stadio Romeo Neri
- 6 agosto, Porto Recanati, Stadio Nazario Sauro
- 8 agosto, Pescara, Stadio Adriatico
- 9 agosto, L'Aquila, Stadio Tommaso Fattori
- 10 agosto, Taranto, Campo B Stadio Erasmo Iacovone
- 12 agosto, Catanzaro, Stadio Nicola Ceravolo
- 13 agosto, Lioni, Campo Sportivo
- 14 agosto, Latina, Stadio Domenico Francioni (concerto registrato da Radio 2)
- 16 agosto, Cecina, Stadio Comunale
- 17 agosto, Carrara, Stadio dei Marmi
- 19 agosto, Civitavecchia, Campo Sportivo Fattori
- 21 agosto, Sassari, Stadio Acquedotto
- 23 agosto, Cava de' Tirreni, Stadio Simonetta Lamberti
- 25 agosto, Termini Imerese, Stadio comunale Crisone
- 26 agosto, Milazzo, Campo Sportivo Grotta Polifemo
- 28 agosto, Marino, Stadio Comunale Italia '90
- 30 agosto, Castagnole delle Lanze, Piazza Giovannone
- 1º settembre, Pavia di Udine, Paerco Festeggiamenti, Sagre Dai Pirus
- 2 settembre, Modena, Stadio Alberto Braglia
- 4 settembre, Prato, Stadio Lungobisenzio
- 5 settembre, Fiorenzuola d'Arda, Stadio Comunale
- 7 settembre, Aosta, Arena Croix Noire
- 8 settembre, Vercelli, Stadio Robbiano
- 9 settembre, Lonigo, Pista Speedway
- 11 settembre, Bolzano, Palaonda
- 12 settembre, Varese, Ippodromo Le Bettole

Promozione autunnale "Acustica":
- 28 ottobre, Torino, Arena piccola Palastampa, Rassegna "Parole e note"
- 27 novembre, Milano, Propaganda, 105 Night Express
- 31 dicembre, Milano, Palatrussardi, Midnight rock

## 1997 Mondi sommersi Tour
Trance primaverile:
- 1º maggio, Roma, Piazza San Giovanni, Concerto del Primo Maggio
- 3 maggio, Desio, PalaDesio
- 4 maggio, Montichiari, PalaGeorge
- 5 maggio, Pordenone, Palasport Forum
- 7 maggio, Verona, PalaOlimpia
- 10 maggio, Firenze, Palasport
- 11 maggio, Firenze, Palasport
- 12 maggio, Milano, Mediolanum Forum
- 14 maggio, Bari, Palaflorio
- 16 maggio, Acireale, PalaTupparello
- 17 maggio, Marsala, Palasport
- 19 maggio, Roma, Palaeur
- 20 maggio, Napoli, Palapartenope
- 21 maggio, Perugia, PalaEvangelisti
- 22 maggio, Chieti, PalaTricalle
- 24 maggio, Pesaro, BPA Palas
- 26 maggio, Treviso, Palaverde
- 27 maggio, Bologna, Palasport Casalecchio
- 29 maggio, Genova, Palafiera
- 30 maggio, Torino, Palastampa (concerto registrato nei 2CD della versione legacy edition di mondi sommersi del 2018 e mandato in prima serata su MTV)

Trance estiva:
- 9 luglio, Pisa, Area Expo Ospedaletto, Metarock Festival
- 11 luglio, Napoli, Arenile ex Italsider, Neapolis Rock Festival
- 12 luglio,  Svizzera, Frauenfeld, Grosse Allmend, Openair Festival
- 13 luglio,  Belgio, Dour, Dour Sports, The 9th Dour Festival
- 25 luglio,  Svizzera, Bellinzona, Area verde Bramantino, The Kingdom Festival
- 26 luglio,  Svizzera, Nyon, L'Asse, Paléo Festival Nyon
- 28 luglio, Nuoro, Stadio Franco Frogheri, AnimaNera Festival
- 11 settembre, Milano, Arco della Pace, Adidas Streetball
- 13 settembre, Mestre, Palasport Taliercio, Mestre per Chiapas
- 15 settembre, Cuneo, Piazza Galimberti (concerto ripreso in tv nel canale TMC)
- 19 settembre, Cagliari, Arena Fiera Campionaria
- 20 settembre, Roma, Air Terminal Ostiense, Enzimi Festival, -

Trance autunnale:
- 4 novembre, Casale Monferrato, PalaFerraris
- 6 novembre, Bolzano, Palaonda
- 7 novembre, Forlì, PalaGalassi
- 8 novembre, Ancona, PalaRossini
- 10 novembre, Udine, PalaCarnera
- 11 novembre, Torino, Palastampa
- 13 novembre, Brescia, Palasport San Filippo
- 14 novembre, Bassano del Grappa, Palabassano
- 17 novembre, Reggio Calabria, Palapentimele
- 18 novembre, Catanzaro, PalaCorvo
- 20 novembre, Benevento, Palasannio
- 21 novembre, Pescara, Tensostruttura PalaGaslini
- 22 novembre, Salerno, Tensostruttura Area ex Cementificio
- 24 novembre, Modena, Palapanini
- 25 novembre, Siena, PalaSclavo
- 26 novembre, Parma, PalaRaschi
- 28 novembre, Milano, Mediolanum Forum (concerto registrato nei 2CD dell’album croce e delizia)
- 8 dicembre,  Svizzera, Zurigo, Volkhaus
- 11 dicembre,  Svizzera, Losanna, Salle de Sport & Spettacles
- 13 dicembre,  Svizzera, Lugano, Centro Esposizioni

## 1999 Infinito Tour & Eventi
- 31 marzo, Bologna, PalaDozza, trasmissione Taratata (trasmessa il 9 aprile)
- 23 aprile, Casale Monferrato, PalaFerraris
- 27 aprile, Perugia, PalaEvangelisti
- 28 aprile, Firenze, Palasport
- 30 aprile, Trieste, PalaTrieste
- 1º maggio, Pesaro, BPA Palas
- 3 maggio, Treviso, PalaVerde
- 4 maggio, Verona, PalaOlimpia
- 6 maggio, Milano, Mediolanum Forum
- 7 maggio, Bologna, PalaMalaguti
- 10 maggio, Bolzano, Palaonda
- 11 maggio, Parma, Palasport Bruno Raschi
- 13 maggio, Torino, Palastampa
- 14 maggio, Genova, Palafiera
- 15 maggio, Firenze, Palasport
- 17 maggio, Roma, Palazzo dello Sport
- 18 maggio, Napoli, Palapartenope
- 20 maggio, Reggio Calabria, Palapentimele, Concerto annullato
- 21 maggio, Acireale, PalaTupparello
- 22 maggio, Marsala, Palasport
- 24 maggio, Bari, Palaflorio
- 25 maggio, Pescara, Teatro Tenda Palagaslini
- 28 maggio, Cagliari, Arena Fiera Campionaria
- 11 luglio, Monza, Autodromo di Monza, Monza Rock Festival (rinviato dal 10 all'11 luglio causa maltempo)

## 2000 ElettroTour
- 3 febbraio, Milano, Propaganda, 105 Night Express
- 10 febbraio, Bologna, MTV Sonic
- 29 marzo,  Svizzera, Zurigo, Abart
- 30 marzo,  Svizzera, Bulle, Ebulition
- 31 marzo,  Svizzera, Meyrin, Undertown
- 1º aprile,  Svizzera, Monthey, Le Veaudoux
- 2 aprile,  Svizzera, Pratteln, Club Z7 Konzertfabrik
- 3 aprile,  Svizzera, Lugano, Show case live, Auditorium Radio Suisse
- 10 aprile, Roma, Lotto Live
- 17 aprile, Milano, Night Express, Propaganda
- 30 aprile, Tavagnasco, Palatenda
- 2 maggio, Genova, Boa Goa
- 4 maggio, Agrigento, Palazzo dei Congressi
- 7 maggio, Ancona, Barfly
- 9 maggio, Roma, Palladium
- 16 maggio, Milano, Propaganda
- 24 maggio, Catania, Insieme, Studi Tele Etna
- 25 maggio, Messina, Fiera
- 6 giugno, Catania, Salone della Musica
- 17 giugno, Firenze, Festivalbar, Piazza S. Croce
- 23 giugno, Torino, Street Ball Challenge
- 24 giugno,  Svizzera, Bex, Festival Rock Bex
- 8 luglio, Ancona, Cittadella Live
- 9 luglio, Monza, Monza Rock Festival
- 10 luglio, Nola, Campo Sportivo
- 14 luglio, Trisobbio, Parco delle Piscine
- 16 luglio, Collegno, Festival Pellerossa
- 19 luglio, Casoni, Festa della Birra
- 21 luglio, Codrongianos, Festa della Birra
- 22 luglio, Capoterra, Piazza
- 28 luglio, Viterbo, Campo Sportivo
- 29 luglio, Latina, Montello Festival
- 3 agosto, Trivento, Campo Sportivo
- 5 agosto, Cerveno, Campo Sportivo
- 7 agosto, Ripacandida, Piazza
- 9 agosto, Mirto Crosia, Piazza
- 11 agosto, Rimini, Bandiera Gialla
- 15 agosto, Sciacca, Piazza
- 16 agosto, Melicucco, Piazza
- 17 agosto, Ravanusa, Piazza
- 18 agosto, Foglianise, Piazza
- 19 agosto, Muravera, Piazza
- 21 agosto, Grottaminarda, Piazza
- 24 agosto, San Marzano, Piazza
- 1º settembre, Pavia di Udine, Parco
- 8 settembre, Cison di Valmarino, Teson al Borgo

## 2001/2002 Insidia Tour
- 6 novembre, Milano, Studi Rtl 102.5
- 26 novembre, Data Alfa - Milano, Magazzini Generali
- 10 dicembre, Data Beta - Milano, Studio Radio Italia
- 30 dicembre, Roma, Stadio Olimpico, Derby del Cuore (1 brano in playback)
- 31 dicembre, Data Gamma - Ortona, Piazza
- 26 gennaio, Data Delta - Senigallia, Mamamia
- 30 gennaio, Saint Vincent, Palais
- 2 febbraio, Zingonia, Motion
- 3 febbraio, Borgo Valsugana, Palasport
- 8 febbraio, Cortemaggiore, Fillmore
- 12 febbraio, Milano, Alcatraz
- 19 febbraio, Perugia, Cantiere 21
- 20 febbraio, Pescara, La Fabbrica
- 9 marzo, Cardano al Campo, Nautilus
- 22 marzo, Orzinuovi, Buddha Café
- 23 marzo, Marghera, Centro Sociale Rivolta
- 16 aprile, Udine, Piazza Venerio
- 21 aprile, Savignano sul Panaro, Teatro
- 24 aprile, Bitti, Piazza
- 25 aprile, Liveri, Piazza Municipio
- 26 aprile, Manocalzati, Piazza
- 1º maggio, Reggio Emilia, Piazza della Vittoria
- 3 maggio, Belmonte Piceno, Piazza
- 5 maggio, Vasanello, Piazza
- 19 maggio, Domus de Maria, Piazza
- 20 maggio, Suelli, Piazza
- 23 maggio, Rock TV Night - Milano, Rolling Stone
- 25 maggio, Cabras, Piazza Stagno
- 29 maggio, Napoli, Piazza del Plebiscito
- 31 maggio, Racconigi, Ex Area Gil
- 1º giugno, Firenze, Sasch Hall
- 4 giugno, San Castrese di Sessa Aurunca, Campo Sportivo
- 10 giugno, Burcei, Piazza
- 14 giugno, Brescia, Campo Sportivo
- 15 giugno,  Svizzera, Lodrino, Centro Aeronautico Heli-TV
- 16 giugno, Sant'Agata Bolognese, Parco Mezzaluna
- 20 giugno, Reggiolo, Parco dei Salici
- 22 giugno, Domodossola, Piazza Matteotti
- 28 giugno, Alpignano, Piazza 8 marzo
- 29 giugno, Vascon, Festival in Piazza
- 2 luglio, Vena Media, Piazza
- 5 luglio, Monsigliolo di Cortona, Campo Sportivo
- 6 luglio, Castelraimondo, Festa della Birra
- 7 luglio, Tirrenia, Il Caminetto
- 15 luglio, Sava di Baronissi, Campo Sportivo
- 18 luglio, Castellana Grotte, Piazza Garibaldi
- 21 luglio, Roma, Live Festival Valle Giulia
- 22 luglio, Barletta, Castello
- 24 luglio, Riccione, Beach Stadium
- 27 luglio, Pollena, Piazza
- 28 luglio, Velletri, Campo Sportivo
- 29 luglio, Mugnano del Cardinale, Piazza
- 31 luglio, Lubrichi, Piazza
- 1º agosto, San Marco d'Alunzio, Piazza
- 3 agosto, Suzzara, Festa de l'Unità
- 5 agosto, Termoli, Festa della Birra in Piazza Melchiorre Bega
- 6 agosto, Celle di Bulgheria, Piazza
- 8 agosto, Biccari, Piazza G. Matteotti
- 12 agosto, Paternò, Rocca Normanna
- 13 agosto, Collesano, Piazza
- 14 agosto, Castiglione di Sicilia, Campo Sportivo
- 16 agosto, Girifalco, Piazza
- 17 agosto, Casignana, Piazza
- 18 agosto, Pozzallo, Piazza
- 21 agosto, Omegna, Piazza Lago
- 22 agosto, Castel d'Aiano, Motofesta
- 26 agosto, Noto, Piazza
- 27 agosto, Cattolica Eraclea, Piazza
- 29 agosto, San Giovanni in Fiore, Campo Sportivo
- 31 agosto, Modena, Festa de l'Unità
- 6 settembre, Ravenna, Festa de l'Unità
- 8 settembre, Calitri, Piazza
- 12 settembre, Milano, Sala Prove Rock TV

## 2003 Lara Tour
- 17 aprile, Roma, Alpheus
- 24 aprile, Milano, Rolling Stone
- 10 maggio, Bellaria, Pjazza Live & Disco
- 11 maggio, Pietragalla, Piazza
- 18 maggio, Policoro, Piazza
- 20 maggio, San Severo, Piazza dell'Incoronata
- 1º giugno, Fonni, Piazza
- 8 giugno, Novate Milanese, Campo Sportivo Comunale
- 9 giugno, Porto Torres, Porto
- 25 giugno, Palermo, Foro Italico, PalermoFest
- 9 luglio, Pratolino, Villa Demidoff
- 10 luglio, Martano, Piazza de Gasperi
- 12 luglio, Fossalunga di Vedelago, Teatro Tenda
- 15 luglio, Bra, Cortile scuola elementare
- 19 luglio, Roma, Villaggio Italia
- 21 luglio, Casagiove, Piazza degli Eroi
- 31 luglio, Catania, Lungomare, Tim Tour
- 7 agosto, Gioia Tauro, Stadio Comunale
- 8 agosto, Montesano Salentino, Piazza
- 11 agosto, Sant'Eufemia d'Aspromonte, Piazza del Comune
- 15 agosto, Magisano, Piazza
- 16 agosto, Francavilla al Mare, Piazza
- 22 agosto, Sora, Piazza
- 23 agosto, Vallesaccarda, Piazza M. Addesa
- 24 agosto, Ostuni, Foro Boario
- 26 agosto, Altavilla Irpina, Piazza Quattro Novembre
- 29 agosto, Crocetta di Longiano, Piazza Tre Martiri
- 3 settembre, Milano, Festa de l'Unità, MazdaPalace
- 14 settembre, Potenza, Piazza dell'Adriatico
- 20 settembre, Musellaro, Piazza
- 21 settembre, Frosinone, Piazzale Vienna
- 28 settembre, Decimomannu, Piazza
- 2 ottobre, Priolo Gargallo, Festival
- 27 dicembre,  Svizzera, Iragna, Meeting Center

## 2004 '04 Tour
- 19 aprile, Prata di Principato Ultra, Piazza
- 1º maggio, Olmedo, Piazza
- 10 maggio, Cagnano Varano, Piazza Giannone
- 14 maggio, Calangianus, Piazza
- 23 maggio, Genova, Porto Antico
- 3 giugno, Finale Emilia, SolidaRock 04 Festival
- 5 giugno, Orroli, Piazza
- 7 luglio, Samugheo, Piazza del Popolo
- 12 luglio, Varallo Sesia, Piazza Vittorio Emanuele
- 15 luglio, Trani, Piazza Quercia
- 16 luglio, Cesaproba, Piazza dell'Edificio
- 31 luglio,  Svizzera, Cave di Arzo, Open Air
- 13 agosto, Valledolmo, Piazza
- 14 agosto, Troina, Piazza
- 15 agosto, Morino, Piazza
- 16 agosto, Roccasecca, Piazza
- 21 agosto, Rovato, Festa della birra
- 29 agosto, Antrosano, Piazza
- 31 agosto, Alessandria della Rocca, Piazza
- 4 settembre, Veruno, Piazzetta della Musica
- 11 settembre, Isola del Giglio, Piazza Gloriosa
- 12 settembre, Usini, Piazza Europa
- 13 settembre, Aragona, Piazza
- 14 settembre, Lanciano, Piazza del Plebiscito
- 17 settembre, Civita Castellana, Piazza
- 18 settembre, Osimo, Piazza Boccolino
- 2 ottobre, Quadrivio di Campagna, Piazza

## 2005 Essere o Sembrare Tour
- 21 aprile, Milano, Rolling Stones
- 10 maggio, Zingonia, Motion
- 14 maggio, Rimini, Velvet
- 16 giugno, Milano, Studio Radio Italia
- 19 luglio, Torrita di Siena, Festa de l'Unità
- 24 luglio, Caldogno, Piazza
- 5 agosto, Majano, Piazza
- 7 agosto, Contursi Terme, Piazza
- 13 agosto, Bronte, Piazza
- 16 agosto, Ceraso, Piazza
- 18 agosto, Rotondi, Piazza
- 19 agosto, Cerda, Piazza
- 28 agosto, Iglesias, Piazza
- 29 agosto, Mores, Piazza
- 9 settembre, Lavello, Piazza
- 12 settembre, Bologna, Festa MMS Tim
- 20 settembre, Prato, Anomalia Club
- 8 ottobre, San Cono, Piazza
- 22 ottobre, Porto Sant'Elpidio, Piazza
- 31 dicembre, Milano, Piazza Dante

## 2006 '06 Tour
- 13 maggio, Alberobello, Palasport
- 16 luglio, Calcarelli, Piazza
- 21 luglio, Borgo a Mozzano, Festa della Birra
- 17 agosto, Pescocostanzo, Piazza
- 18 agosto, Siena, Festa de l'Unità
- 3 settembre, Montelanico, L'Urlo degli Angeli Festival

## 2009 Tour
- 6 settembre, Aosta, Piazza Émile Chanoux
- 12 settembre, Modena, Arena del Lago Ponte Alto

## 2010 Reunion Tour
- 19 marzo,  Svizzera, Losanna, Les Docks
- 23 marzo,  Germania, Monaco di Baviera, Backstage
- 24 marzo,  Svizzera, Zurigo, Härterei Club
- 13 aprile, Milano, Mediolanum Forum
- 16 aprile, Firenze, Nelson Mandela Forum
- 17 aprile, Firenze, Nelson Mandela Forum
- 19 aprile, Roma, PalaLottomatica
- 21 aprile, Acireale, Palatupparello
- 1 giugno, Milano, Salumeria della musica (breve set acustico Virgin Radio)
- 10 luglio,  Belgio, Liegi, Les Ardentes
- 17 luglio, Noci, Foro Boario (data zero del tour estivo)
- 19 luglio, Napoli, Arena Flegrea
- 22 luglio, Roma, Festival Rock in Roma, Ippodromo Delle Capannelle
- 24 luglio, Arezzo, Parco della Fortezza Medicea
- 26 luglio, Collegno, Parco della Certosa Reale
- 27 luglio, Carpi, Piazza Martiri (nella stessa serata anche gli Elio e le Storie Tese e Patti Smith)
- 29 luglio, Villafranca di Verona, Castello Scaligero
- 31 luglio, Bergamo, Fiera
- 3 agosto, La Spezia, Calata Paita
- 5 agosto, Grottammare, Stadio Comunale Filippo Pirani
- 7 agosto, Majano, Area Concerti Pro Majano
- 10 agosto, Cagliari, Fiera
- 13 agosto, Campofelice di Roccella, Gran Teatro Torre Roccella
- 16 agosto, Catanzaro, Arena Magna Grecia
- 20 novembre, Torino, PalaTorino
- 22 novembre, Milano, Mediolanum Forum
- 24 novembre, Trento, PalaTrento
- 27 novembre, Jesolo, Palazzo del Turismo
- 29 novembre, Rimini, 105 Stadium
- 1º dicembre, Firenze, Nelson Mandela Forum
- 3 dicembre, Perugia, PalaEvangelisti
- 6 dicembre,  Svizzera, Lugano, Palaghiaccio Resega
- 7 dicembre,  Svizzera, Lugano, Radio Svizzera Italiana (breve set acustico)

## 2011 Cervelli In Fuga
- 3 marzo,  Inghilterra, Londra, Hmv Forum
- 5 marzo,  Germania, Berlino, SO36
- 7 marzo,  Belgio, Bruxelles, Ancienne Belgique
- 9 marzo,  Paesi Bassi, Amsterdam, Melkweg
- 11 marzo,  Svizzera, Ginevra, Salle De Fetes De Thonex
- 13 marzo,  Svizzera, Zurigo, Volkhaus
- 15 marzo,  Francia, Parigi, Elysee
- 17 marzo,  Spagna, Barcellona, Razzmatazz
- 23 luglio, Sabaudia, Arena del Mare

## 2012 Grande Nazione Tour & Eventi
- 2 marzo, Firenze, Nelson Mandela Forum
- 6 marzo, Milano, Mediolanum Forum
- 10 marzo, Roma, PalaLottomatica
- 13 aprile, Treviso, Palaverde
- 14 aprile, Rimini, RDS Stadium
- 17 aprile, Genova, 105 Stadium
- 20 aprile, Torino, PalaOlimpico Concerto annullato  (4 date annullate in seguito alla caduta dal palco di Piero Pelù del 13 aprile)
- 21 aprile, Bologna, Unipol Arena Concerto annullato
- 26 aprile, Napoli, Palapartenope Concerto annullato
- 28 aprile, Acireale, Palasport Concerto annullato
- 1 maggio, Verona, Arena di Verona
- 1 giugno, Firenze, Nelson Mandela Forum
- 29 giugno, Torino, PiazzaCastello (MTV Days)
- 21 luglio, Cagliari, Spiaggia Poetto (Mondo Ichnusa)
- 24 luglio, Brescia, Piazza Duomo
- 28 luglio, Roma, Ippodromo Le Capannelle - Rock in Roma
- 22 settembre, Reggio Emilia, Campovolo, Italia Loves Emilia
- 28 settembre, Lampedusa, Spiaggia della Guitgia (O' Scià)

## 2013 Trilogia 1983-1989 Tour
- 26 gennaio,  Svizzera, Mendrisio, Arena Live
- 30 gennaio, Milano, Alcatraz
- 31 gennaio, Milano, Alcatraz
- 24 marzo, Milano, Alcatraz
- 25 marzo, Milano, Alcatraz
- 4 aprile, Bologna, Estragon
- 6 aprile, Padova, Gran Teatro Geox
- 10 aprile, Fontaneto d'Agogna, Phenomenon
- 13 aprile, Cortemaggiore, Fillmore
- 17 aprile, Napoli, Casa Della Musica
- 20 aprile, Roma, Atlantico Live
- 21 aprile, Roma, Atlantico Live
- 29 giugno, Livorno, Modigliani Forum (concerto di chiusura dell'incontro nazionale di Emergency)
- 30 giugno, Sogliano al Rubicone, Piazza Matteotti
- 8 luglio, Lucca, Piazza Napoleone, Lucca Summer Festival
- 13 luglio, Villafranca di Verona, Castello Scaligero
- 27 luglio, Cagliari, Arena Sant'Elia
- 3 agosto, Melpignano, Ex Convento Agostiniani

## 2014 Trilogia 1983-1989 Tour & Eventi
- 27 luglio 2014, Torino, Piazza San Carlo (Traffic Festival)
- 31 dicembre 2014, Castelsardo, PiazzaNuova (concerto di capodanno)

## 2015 Tetralogia degli elementi Live
- 13 gennaio, Milano, Alcatraz (anteprima)
- 12 aprile, Roma, Atlantico
- 13 aprile, Roma, Atlantico
- 20 aprile, Firenze, ObiHall
- 22 aprile, Milano, Alcatraz
- 23 aprile, Milano, Alcatraz
- 9 luglio, Grugliasco, Gruvillage
- 11 luglio, Villafranca di Verona, Castello Scaligero
- 12 luglio, Sogliano al Rubicone, Piazza Matteotti
- 17 luglio, Milano, Carroponte
- 18 luglio,  Svizzera, Locarno, Moon & Stars festival
- 23 luglio, Firenze, Ippodromo del Visarno
- 24 luglio, Roma, Ippodromo Le Capannelle - Rock in Roma
- 26 luglio, Taormina, Teatro antico
- 31 luglio, Majano, Arena concerti
- 6 agosto, Ercolano, Villa Favorita
- 8 agosto, Brindisi, Torre Regina Giovanna
- 6 dicembre, Firenze, Viper (35º anniversario della fondazione della band, concerto speciale con ospiti)
- 31 dicembre, Cosenza, Piazza dei Bruzi (concerto di capodanno)

## 2016 Eventi
- 10 marzo 2016 Arezzo, Teatro Tenda, Uno per tutti! - concerto per il piccolo Thomas
- 1 maggio 2016 Taranto, Parco Archeologico delle mura greche, Uno maggio Taranto libero e pensante

## 2017 Eutopia Tour
- 24 marzo, Livorno, Modigliani Forum  (data zero)
- 29 marzo, Padova, Kioene Arena
- 31 marzo, Milano, Mediolanum Forum
- 5 aprile, Roma, Palalottomatica
- 7 aprile, Firenze, Nelson Mandela Forum
- 11 aprile, Bari, PalaFlorio
- 13 aprile, Acireale, Pal'Art Hotel
- 9 giugno, Grugliasco, Area Esterna Le Gru
- 7 luglio, Rimini, Notte Rosa, Piazza Fellini
- 8 luglio, Legnano, Rugbysound, Isola del Castello
- 14 luglio, Brescia, Arena Campo Marte
- 22 luglio, Majano, Festival di Majano
- 23 luglio, Villafranca di Verona, Castello Scaligero
- 31 luglio,  Svizzera, Bellinzona, Piazza del Sole
- 2 agosto, Villa Lagarina, Parco delle Leggende, Castellano
- 5 agosto, Gallipoli, Postepay Sound Parco Gondar
- 8 agosto, Crotone, Arena Pitagora
- 12 agosto, Cagliari, Arena Sant'Elia
- 2 settembre, Prato, Piazza Duomo

## 2022 L'Ultimo Girone 1980-2022
- 26 aprile, Padova, Gran Teatro Geox
- 27 aprile, Padova, Gran Teatro Geox
- 6 maggio, Napoli, Casa della Musica (rimandato dal 3 maggio)
- 7 maggio, Napoli, Casa della Musica (rimandato dal 4 maggio)
- 10 maggio, Roma, Atlantico Live
- 11 maggio, Roma, Atlantico Live
- 16 maggio, Firenze, Tuscany Hall
- 17 maggio, Firenze, Tuscany Hall
- 24 maggio, Milano, Alcatraz
- 25 maggio, Milano, Alcatraz
- 19 giugno, Campobasso, Area eventi dello Stadio Antonino Molinari
- 24 giugno, Macerata, Arena Sferisterio, serata finale Musicultura 2022
- 3 luglio, Legnano, Rugby Sound Festival
- 9 luglio, Nichelino, Stupinigi Sonic Park
- 15 luglio, Lucca, Lucca Summer Festival
- 16 luglio, Ferrara, Ferrara Summer Festival
- 18 luglio, Roma, Rock in Roma, Ippodromo delle capanelle
- 20 luglio, Matera, Cava del Sole
- 23 luglio, Catania, Sotto il Vulcano Festival
- 27 luglio, Bergamo, Bergamo Summer Music,  Arena Estiva Fiera
- 29 luglio, Villafranca, Villafranca Festival
- 30 luglio, Majano, Festival di Majano
- 11 agosto, Monte Urano, Parco fluviale Alex Langer
- 13 agosto, Alghero, Anfiteatro Maria Pia
- 18 agosto, Lecce, Oversound Music Festival
- 20 agosto, Cattolica, Arena della Regina
- 26 agosto, Romano d'Ezzelino, AMA Festival
- 28 agosto, Teramo, Piazza Martiri della Libertà
- 30 agosto, Sanza, Meeting del Cervati, Villa Comunale
- 10 settembre, Andora, Area Luna Park
- 9 dicembre,  Francia, Parigi, Bataclan
- 11 dicembre,  Belgio, Bruxelles, La Madeleine
- 15 dicembre,  Svizzera, Zurigo, Volkshaus
- 16 dicembre,  Svizzera, Losanna, Les Docks
- 22 dicembre, Milano, Mediolanum Forum di Assago (ultimo concerto dei Litfiba)